# Rosa Pantern slår igen
Rosa Pantern slår igen (originaltitel: The Pink Panther Strikes Again) är den femte filmen i Rosa pantern-serien, den fjärde med Peter Sellers i rollen som kommissarie Clouseau.

## Handling
Kommissarie Clouseau har gjort det till slut. Han har drivit sin chef Dreyfus till vansinnets gräns och själv övertagit hans tjänst. Dreyfus sitter numera inspärrad på sinnessjukhus och läkarna gör allt för att bota honom.
Men Dreyfus har bara en tanke i huvudet - att ta kål på kommissarie Clouseau. Han lyckas rymma från sjukhuset och kokar ihop en djävulsk plan för att befria världen från kommissarie Clouseau en gång för alla. Det finns bara en hake: kommissarie Clouseau är så korkad och klumpig att det inte ens går att mörda honom ordentligt.

## Om filmen
Filmen regisserades och producerades av Blake Edwards och hade premiär 1976. Det är en fortsättning från den fjärde filmen i serien Den Rosa Pantern kommer tillbaka.
Låten Come to me från filmen, komponerad av Henry Mancini, nominerades 1977 till en Oscar för bästa sång.
Filmen nominerades också till två Golden Globe Awards, en för bästa manliga huvudroll (Peter Sellers) och en för bästa film i genren musikal/komedi.

## Rollista (urval)
- Peter Sellers – kommissarie Jacques Clouseau
- Herbert Lom – Dreyfus
- Colin Blakely – Alec Drummond
- Leonard Rossiter – Quinlan
- Lesley-Anne Down – Olga
- Burt Kwouk – Cato
- Richard Vernon – Fassbender
- Robert Beatty – amiral
- Deep Roy – italiensk lönnmördare
- John Clive – Chuck
- Omar Sharif – egyptisk lönnmördare
- Marne Maitland – Lasorde (raderade scener)